# Raisio
Raisio (in svedese Reso) è una città finlandese di 24942 abitanti, situata nella regione del Varsinais-Suomi.